# Typhochrestus brucei
Typhochrestus brucei es una especie de araña araneomorfa del género Typhochrestus, familia Linyphiidae. Fue descrita científicamente por Tullgren en 1955.
Se distribuye por Suecia. El cuerpo de la hembra mide aproximadamente 1,6 milímetros de longitud. El prosoma es de color marrón con amarillo y patas amarillentas.